# Canal Maule (riego)
El canal Maule es una obra hidráulica destinada a servir al riego en la Región del Maule. El canal deriva aguas desde una bocatoma en Armerillo en la ribera norte del río Maule para regar las comunas de San Clemente, Pelarco, San Rafael y Río Claro
Inicialmente se proyectó construir un canal de 35 kilómetros de longitud y una capacidad de 55 m³/s para bifurcar entonces las aguas en un canal Matriz del Alto de 80 km y un canal Matriz del Bajo de 53 km de longitud.
Se dio comienzo a la construcción el año 1918 y se comenzaron a usar en 1930.
Actualmente es administrado por la Asociación Canal Maule.